# السدر (وادي الفرع)
السدر قرية سعودية، من قرى وادي الفرع في منطقة المدينة المنورة. تقع في جنوب المدينة المنورة، وتبعد عنها قرابة 140 كم.